# Малые Камкалы
Малые Камкалы (каз. Кіші Қамқалы) — упразднённое село в Мойынкумском районе Жамбылской области Казахстана. Упразднено в 2019 г. Входило в состав Уланбелского сельского округа. Код КАТО — 315647200.

## Население
В 1999 году население села составляло 306 человек (157 мужчин и 149 женщин). По данным переписи 2009 года, в селе проживали 73 человека (47 мужчин и 26 женщин).